# Bundesstrasse 196
Bundesstrasse 196 är en förbundsväg i det tyska förbundslandet Mecklenburg-Vorpommern. Vägen på ön Rügen är 27 km lång och förbinder staden Bergen och Göhren.